# Haetosmia vechti
Haetosmia vechti là một loài ong trong họ Megachilidae. Loài này được Peters miêu tả khoa học đầu tiên năm 1974.